# بنی هین
بنی هین (انگلیسی: Benny Hinn؛ زادهٔ ۳ دسامبر ۱۹۵۲) مجری تلویزیون، و نویسنده ارمنی‌تبار اهل ایالات متحده آمریکا است.